# Zoé Félix
Zoé Félix (7 de mayo de 1976) es una actriz francesa.

## Biografía

### Carrera
Zoé Félix fue descubierta en un autobús por un agente, cuándo tenía diecisiete años. Dos años después,  decidió ponerse en contacto con el agente y consiguió  algunos trabajos de suplente para pagar sus estudios en la Escuela de Bellas Artes. Asistió a la escuela durante dos años.

#### Películas
En 1998 obtuvo su primera oportunidad como suplente en una película de Olivier Dahan Déjà mort. Interpretó a Carol en una película de terror francesa Captifs. En 2008, interpreta a Julie la película de Dany Boon Bienvenidos al norte, que cosechó un enorme éxito en Francia.

### Vida personal
Su madre es agregada de prensa en el mundo de la moda y su padre es organizador de conciertos. Está casada con Benjamín, que dirige el bar Le Rosie, en París Tiene un hermano llamado Tom Nicolazo.

## Filmografía

### Películas
- 1998 : Déjà mort de Olivier Dahan : Laure
- 2000: Pour l'amour du ciel de Philippe Azoulay
- 2003 : La Beuze de François Desagnat y Thomas Sorriaux: Dina
- 2003: Zéro un, de Jeanne Biras (8 directores)
- 2003: Osmose de Raphaël Fejtö : La hija del fallecido
- 2003 : Le coeur des hommes de Marc Esposito : Elsa
- 2004 : L'incruste de Alexandre Castagnetti y Corentin Julius: Cécilia

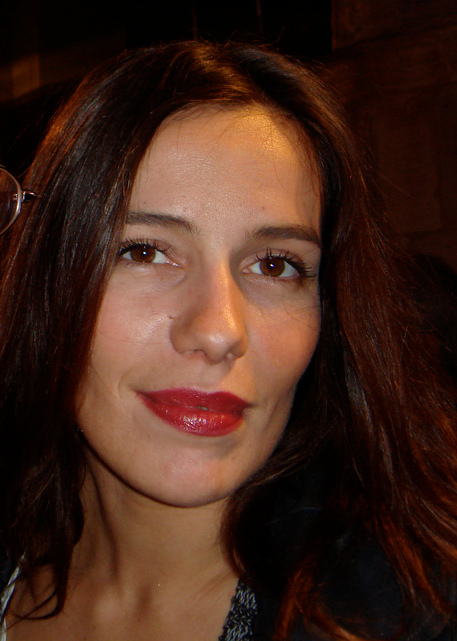
Zoé Félix

- 2005: L'anniversaire de Diane Kurys : Fred
- 2006: Toute la beauté du monde de Marc Esposito : Tina
- 2007: Le coeur des hommes 2 de Marc Esposito : Elsa
- 2008: Bienvenidos al Norte de Dany Boon : Julie Abrams
- 2009: Les pommes d'Adam de Jérôme Genevray : Mme Moretti
- 2010: Captifs de Yann Gozlan : Carole
- 2011: Studio ilegale de Umberto Carteni (Italia)
- 2013: Grand Départ de Nicolas Mercier : Séréna
- 2013: Le coeur des hommes 3 de Marc Esposito : Elsa

### Cortometrajes
- 1999 : Mon premier est un héros de Vincent Vareilles
- 2000 : Granturismo de Denis Thybaud : Joanna
- 2001 : Sunday Morning Aspirin de El Diablo : Natasha
- 2001 : La lune se couche de Areski Ferhat
- 2001 : Bonjour madame de César Vayssier
- 2002 : Bois ta Suze de Emmanuel Silvestre y Thibault Staib
- 2002 : Dolores de Phil Sfezzywan : Dolores
- 2003 : Aujourd'hui madame de César Vayssié : La amante
- 2004 : Le Syndrome de Cyrano de Camille Saféris : Dorothée
- 2004 : Noodles de Jordan Feldman : Françoise
- 2005 : Ceci n'est pas un film de Charles-Henry Flavigny
- 2005 : Majorité de Phil Sfezzywan : Pamela Pussy
- 2005 : Fotografik de Xavier Gens
- 2007 : Un train de retard de Jeanne Gottesdiener : Sandrine

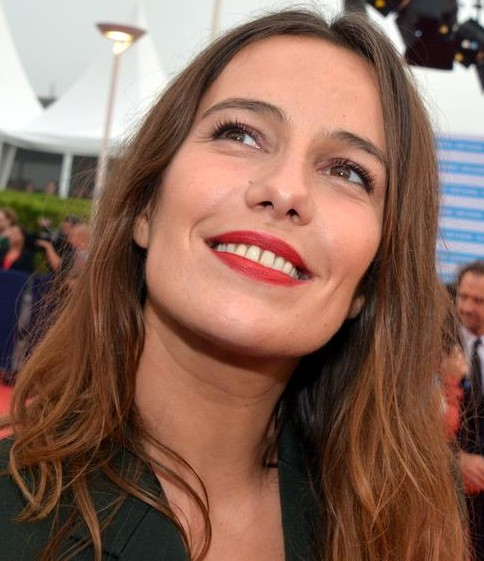
Zoé Félix en 2014

- Zoé Félix en 20142008 : Oh my God de Françoise Charpiat
- 2009 : La Pomme d'Adam de Jérôme Genevray : Mme Moretti

### Televisión
- 2000  :H (épisode Une histoire de voiture) : Zoé
- 2000 : Les Redoutables (episodio 7) : Loris
- 2001 : Vent de poussières (telefilme) de Renaud Bertrand : Léa
- 2006 :  Sable noir (telefilme) de Xavier Gens : Cylia
- 2008 : Clara Sheller (serie de televisión) de Alain Berliner : Clara Sheller (Sustituta de Mélanie Doutey)
- 2009 : Myster Mocky présente (Episodio Une si gentille serveuse)
- 2009 : L'homme à l'envers (telefilme) de Josée Dayan : Sabrina
- 2010 : Darwin 2 (telefilme) de Vincent Amouroux, Vincent Amouroux : Estelle de la Fauvette
- 2013 : Palmashow l'émission (programa de humor), episodio : Quand ils veulent serrer une MILF
- 2013 : Nos chers voisins (1 episodio)
- 2013 : What Ze Teuf (1 episodio)
- 2013 : Les Kassos (1 episodio) : Scoully

### Videoclips
- 2000 : Regarde-moi bien en face de Gérald de Palmas
- 2009 : Bonjour de Rachid Taha
- 2012 : Variations de noir de Benjamin Paulin
- 2012 : L’Attente de Johnny Hallyday

### Otros
- 2001 : Vídeo Los chicos contra la SIDA de Joyce Ehrart
- 2013: Vídeo La Jules de Jim de Fabrice Begotti
- 2014: Vídeo de publicidad de sostén Playtex

## Teatro
- 2014: Le Placard de Francis Veber, dirigida por el autor, Théâtre des Nouveautés
- 2016: Je vous écoute de Bénabar, puesta en escena Isabelle Nanty, Théâtre Tristan Bernard